# Série chimique (minéralogie)
Pour les articles homonymes, voir Série chimique.
Cet article court présente un sujet plus développé dans : Solution solide.
En minéralogie, une série chimique (ou série continue , parfois série minérale) est un minéral dont la composition chimique peut varier continûment entre deux compositions extrêmes appelées pôles purs.
Une série chimique est désignée par le nom du minéral correspondant ou par les noms des deux pôles purs séparés par un tiret : olivine ou série forstérite-fayalite, hypersthène ou série enstatite-ferrosilite, plagioclase ou série albite-anorthite, feldspath alcalin ou série albite-orthose, etc.
La variabilité de la composition d'une série chimique correspond généralement à la substitution d'un élément chimique par un autre (par exemple Mg ↔ Fe pour l'olivine et l'hypersthène, ou Na ↔ K pour le feldspath alcalin), moins souvent à la substitution couplée de deux éléments par deux autres (par exemple NaSi ↔ CaAl pour le plagioclase).